# 太鲁阁小檗
太鲁阁小檗（学名：Berberis tarokoensis）为小檗科小檗属下的一个种。其种加词“tarokoensis”意为“台湾省花莲县太鲁阁的”。